# گرهارد شرادر
گرهارد شرادر (آلمانی: Gerhard Schrader؛ ۲۵ فوریهٔ ۱۹۰۳ – ۱۹۹۰) یک شیمی‌دان اهل آلمان بود. او با جمع کردن تیم شیمیدانان آلمانی توانست گاز سارین را به عنوان یک آفت کش قوی بسازد.